# With a Little Help from My Friends (album de Joe Cocker)
Cet article concerne l'album de Joe Cocker. Pour les autres significations, voir With a Little Help from My Friends (homonymie).
Albums de Joe Cocker
Joe Cocker!
(1969)
With A Little Help From My Friends est le premier album du chanteur britannique Joe Cocker, sorti en 1969. Il a été certifié or aux États-Unis et a culminé au numéro 35 du Billboard 200. Au Royaume-Uni, l’album classé en mai 1972 au numéro 29 quand il a été réédité en version double avec le deuxième album du chanteur, Joe Cocker!.
La chanson titre a été écrite par John Lennon et Paul McCartney et a été interprétée à l’origine par les Beatles sur l’album Sgt. Pepper's Lonely Hearts Club Band. Il a été intronisé à la fois au Grammy Award Hall of Fame et au Rock and Roll Hall of Fame. La version de Cocker était la chanson thème de la série télévisée The Wonder Years dans les années 1980 et 1990. À noter la présence de grosses pointures du rock sur l'album, de Jimmy Page et Steve Winwood à Albert Lee et Chris Stainton.

## Réception
L'album rencontre un vif succès.
John Mendelsohn du magazine américain Rolling Stone écrit :

« Cocker a assimilé l’influence de [Ray] Charles à un point tel que son sentiment de ce qu’il chante ne peut plus être remis en question. Et, en réponse à la question de savoir pourquoi quelqu'un devrait écouter Joe Cocker quand il y a Ray Charles que l'on peut écouter - Combien de fois au cours des dernières années ce dernier s’est-il appliqué à un matériau aussi exceptionnel que […] moderne ou à un tel Dylan contemporain…? »

Il ajoute que « le succès de Denny Cordell dans la fusion d'une unité de soutien toujours merveilleuse des chanteurs de soul studio de premier plan américains et des musiciens rock les plus célèbres d'Angleterre et de leurs égos délicats ne peut être exagéré. » Il conclut que « c'est un triomphe tout du long. Et la pensée du prochain album de Cocker […] est extrêmement agréable. »
Dans le New York Times, Robert Christgau écrit :

« Cet album est le triomphe majeur de l’interprétation du rock jusqu’à présent. Le matériel de Cocker est conventionnel… mais sa conception et ses performances, ainsi que la production de Denny Cordell, sont toujours audacieuses. Sa transformation de Bye Bye Blackbird et de With a Little Help from My Friends, de chansonnettes légères en complaintes du besoin humain réussit parfaitement, et sa version de Feelin 'Alright est non seulement meilleure que celle des Three Dog Night, mais est meilleure que l'original par Dave Mason et Traffic. Si cela signifie que Cocker est le meilleur chanteur en Angleterre, eh bien, oubliez Mick Jagger et c'est possible. Sa voix est très forte, influencée par Ray Charles, et il n’a aucune inhibition à l’utiliser. Toutes ses inhibitions ont précédé les faits, dans l'immense soin apporté à chaque chanson. L'affection de Cocker pour le rock est uniquement personnalisée. Il est bourru et vulgaire, peut-être un brin trop impliqué, mais sa force constante rectifie ses excès. Il est le meilleur des interprètes rock masculins, aussi performant que Janis Joplin dans le sien. »

Une critique rétrospective de Bruce Eder de Allmusic est plutôt positive. Il déclare :

« [L'album] résiste extraordinairement bien au cours des quatre dernières décennies, la performance du chanteur étant renforcée par un jeu très […] Change in Louise, Feeling Alright, Just like a woman, I Shall Be Released et même Bye Bye Blackbird dans des expériences d'écoutes profondes. »

Et conclut :

« Les surprises dans les arrangements, le tempo et les approches adoptées contribuent à faire de cet album un disque exceptionnel. Des chansons comme Just Like a Woman, avec son orgue gospel élancé au-dessus d'un accompagnement électrique et acoustique, l'interprétation dominée de Don't Let Me Be Misunderstood […] contribue à faire de cette expérience une expérience d'écoute exceptionnelle. »

En 2015, la société Audio Fidelity publie une réédition limitée de l'album au format hybride SACD en hommage à Joe Cocker.

## Contenu
1. Feeling Alright (Dave Mason) – 4:10
2. Bye Bye Blackbird (Ray Henderson/Mort Dixon)  – 3:27
3. Change in Louise (Joe Cocker/Chris Stainton)  – 3:22
4. Marjorine (Joe Cocker/Chris Stainton)  – 2:38
5. Just Like a Woman (Bob Dylan)  – 5:17
6. Do I Still Figure in Your Life? (Pete Dello)  – 3:59
7. Sandpaper Cadillac (Joe Cocker/Chris Stainton)  – 3:16
8. Don't Let Me Be Misunderstood (Gloria Caldwell, Sol Marcus, Bennie Benjamin)  – 4:41
9. With a Little Help from My Friends (Lennon/McCartney)  – 5:11
10. I Shall Be Released (Bob Dylan)  – 4:35

Chansons bonus sur la réédition en CD
1. The New Age of Lily (Joe Cocker/Chris Stainton) – 2:15
2. Something's Coming On (Joe Cocker/Chris Stainton) – 2:15

## Personnel
- Joe Cocker : chant.
- David Bennett Cohen : guitare sur (1).
- Tony Visconti :  guitare (2).
- Jimmy Page : guitare (2, 4, 5, 7 & 9).
- Henry McCullough : guitare (3, 6, 8 & 10).
- Albert Lee : guitare (4)
- Carol Kaye : basse
- Artie Butler : piano (1)
- Chris Stainton : piano (2, 3, 4 & 7), orgue (2 & 7), basse (2-10).
- Tommy Eyre : piano (5), orgue (8 & 9).
- Matthew Fisher : orgue (5).
- Steve Winwood : orgue (6 & 10).
- Paul Humphries : batterie (1).
- Clem Cattini : batterie (2, 4 & 7).
- Mike Kelly : batterie (3, 6 & 10).
- B.J. Wilson : batterie (5 & 9).
- Kenny Slade : batterie (8).
- Laudir : timbales, congas, maracas (1).
- Brenda Holloway chœurs (1)
- Patrice Holloway chœurs (1)
- Merry Clayton : chœurs (1).
- Madeline Bell : chœurs (2, 6, 9).
- Rosetta Hightower : chœurs (2 & 9).
- Su Wheetman : chœurs (3, 6 9, 10).
- Sunny Wheetman : chœurs (3, 6, 9, 10).